# Saison 1990-1991 de la LHJMQ
Saison précédente Saison suivante
La saison 1990-1991 est la vingt-et-deuxième saison de hockey sur glace de la  Ligue de hockey junior majeur du Québec. Les Saguenéens de Chicoutimi remportent la Coupe du président en battant en finale les Voltigeurs de Drummondville.

## Contexte
Les Harfangs de Beauport deviennent la 12e équipe de la ligue et le système de divisions est recréé : les Harfangs de Beauport, les Saguenéens de Chicoutimi, les Voltigeurs de Drummondville, les Cataractes de Shawinigan, les Draveurs de Trois-Rivières et les Tigres de Victoriaville jouent dans la division Dilio alors que les Bisons de Granby, les Olympiques de Hull, le Titan de Laval, le Collège français de Longueuil, le Laser de Saint-Hyacinthe et les Lynx de Saint-Jean jouent dans la division LeBel. La ligue inaugure la plaque du Groupe Saint-Clair, décerné au meilleur directeur marketing.

## Saison régulière

### Classement
| Clt | Équipe                      | PJ | V  | D  | N | BP  | BC  | Pts |
| --- | --------------------------- | -- | -- | -- | - | --- | --- | --- |
| 1   | Saguenéens de Chicoutimi    | 70 | 43 | 21 | 6 | 299 | 223 | 92  |
| 2   | Draveurs de Trois-Rivières  | 70 | 44 | 25 | 1 | 360 | 246 | 89  |
| 3   | Voltigeurs de Drummondville | 70 | 42 | 25 | 3 | 232 | 416 | 87  |
| 4   | Cataractes de Shawinigan    | 70 | 27 | 40 | 3 | 261 | 289 | 57  |
| 5   | Harfangs de Beauport        | 70 | 26 | 40 | 4 | 233 | 297 | 56  |
| 6   | Tigres de Victoriaville     | 70 | 10 | 59 | 1 | 209 | 436 | 21  |

| Clt | Équipe                        | PJ | V  | D  | N | BP  | BC  | Pts |
| --- | ----------------------------- | -- | -- | -- | - | --- | --- | --- |
| 1   | Collège français de Longueuil | 70 | 41 | 27 | 2 | 303 | 225 | 84  |
| 2   | Olympiques de Hull            | 70 | 36 | 27 | 7 | 263 | 235 | 79  |
| 3   | Titan de Laval                | 70 | 37 | 30 | 3 | 273 | 242 | 77  |
| 4   | Laser de Saint-Hyacinthe      | 70 | 36 | 30 | 4 | 287 | 251 | 76  |
| 5   | Bisons de Granby              | 70 | 34 | 30 | 6 | 227 | 231 | 74  |
| 6   | Lynx de Saint-Jean            | 70 | 21 | 43 | 6 | 205 | 289 | 48  |

- En gras et en italique : champion de la saison régulière
- En gras : champion de division
- En italique : qualifié pour les séries éliminatoires

### Meilleurs pointeurs
| Joueur           | Équipe                                 | PJ | B  | A   | Pts | Pun |
| ---------------- | -------------------------------------- | -- | -- | --- | --- | --- |
| Yanic Perreault  | Trois-Rivières                         | 67 | 87 | 98  | 185 | 103 |
| Todd Gillingham  | Trois-Rivières                         | 66 | 46 | 102 | 148 | 353 |
| Denis Chalifoux  | Laval                                  | 67 | 38 | 79  | 117 | 77  |
| Carl Boudreau    | Laval, Victoriaville et Trois-Rivières | 70 | 36 | 69  | 105 | 124 |
| Denis Chassé     | Drummondville                          | 62 | 47 | 54  | 101 | 246 |
| Martin Lapointe  | Laval                                  | 64 | 44 | 54  | 98  | 66  |
| Sylvain Fleury   | Longueuil                              | 68 | 36 | 61  | 97  | 29  |
| Eric Cool        | Beauport                               | 61 | 32 | 64  | 96  | 42  |
| Paul Brousseau   | Trois-Rivières                         | 67 | 30 | 66  | 96  | 48  |
| Martin Lefebvre  | Saint-Jean                             | 70 | 39 | 56  | 95  | 122 |
| Bruno Villeneuve | Hull                                   | 70 | 42 | 53  | 95  | 68  |

## Séries éliminatoires
Les quatre meilleures équipes de chaque division jouent les séries éliminatoires à l'issue desquelles l'équipe vainqueur remporte la Coupe du président.
|  | Quarts de finale      | Quarts de finale              | Quarts de finale              | Quarts de finale              |                             |                             | Demi-finales      | Demi-finales      | Demi-finales      | Demi-finales      |  |  | Finale               | Finale               | Finale               | Finale               |
|  |                       |                               |                               |                               |                             |                             |                   |                   |                   |                   |  |  |                      |                      |                      |                      |
|  | Du 27 mars au 7 avril | Du 27 mars au 7 avril         | Du 27 mars au 7 avril         | Du 27 mars au 7 avril         |                             |                             | Du 10 au 24 avril | Du 10 au 24 avril | Du 10 au 24 avril | Du 10 au 24 avril |  |  | Du 27 avril au 2 mai | Du 27 avril au 2 mai | Du 27 avril au 2 mai | Du 27 avril au 2 mai |
|  | Du 27 mars au 7 avril | Du 27 mars au 7 avril         | Du 27 mars au 7 avril         | Du 27 mars au 7 avril         |                             |                             | Du 10 au 24 avril | Du 10 au 24 avril | Du 10 au 24 avril | Du 10 au 24 avril |  |  | Du 27 avril au 2 mai | Du 27 avril au 2 mai | Du 27 avril au 2 mai | Du 27 avril au 2 mai |
|  | D1                    | Saguenéens de Chicoutimi      | 4                             | 4                             |                             |                             | Du 10 au 24 avril | Du 10 au 24 avril | Du 10 au 24 avril | Du 10 au 24 avril |  |  | Du 27 avril au 2 mai | Du 27 avril au 2 mai | Du 27 avril au 2 mai | Du 27 avril au 2 mai |
|  | D1                    | Saguenéens de Chicoutimi      | 4                             | 4                             |                             |                             | Du 10 au 24 avril | Du 10 au 24 avril | Du 10 au 24 avril | Du 10 au 24 avril |  |  | Du 27 avril au 2 mai | Du 27 avril au 2 mai | Du 27 avril au 2 mai | Du 27 avril au 2 mai |
|  | D4                    | Cataractes de Shawinigan      | 2                             | 2                             |                             |                             | Du 10 au 24 avril | Du 10 au 24 avril | Du 10 au 24 avril | Du 10 au 24 avril |  |  | Du 27 avril au 2 mai | Du 27 avril au 2 mai | Du 27 avril au 2 mai | Du 27 avril au 2 mai |
|  | D4                    | Cataractes de Shawinigan      | 2                             | 2                             | Saguenéens de Chicoutimi    | Saguenéens de Chicoutimi    | 4                 | 4                 |                   |                   |  |  | Du 27 avril au 2 mai | Du 27 avril au 2 mai | Du 27 avril au 2 mai | Du 27 avril au 2 mai |
|  | Du 26 mars au 7 avril |                               |                               |                               | Saguenéens de Chicoutimi    | Saguenéens de Chicoutimi    | 4                 | 4                 |                   |                   |  |  | Du 27 avril au 2 mai | Du 27 avril au 2 mai | Du 27 avril au 2 mai | Du 27 avril au 2 mai |
|  |                       |                               | Titan de Laval                | Titan de Laval                | 3                           | 3                           |                   |                   |                   |                   |  |  | Du 27 avril au 2 mai | Du 27 avril au 2 mai | Du 27 avril au 2 mai | Du 27 avril au 2 mai |
|  | D2                    | Draveurs de Trois-Rivières    | Titan de Laval                | Titan de Laval                | 3                           | 3                           | 2                 | 2                 |                   |                   |  |  | Du 27 avril au 2 mai | Du 27 avril au 2 mai | Du 27 avril au 2 mai | Du 27 avril au 2 mai |
|  | D2                    | Draveurs de Trois-Rivières    | Du 10 au 17 avril             |                               |                             |                             | 2                 | 2                 |                   |                   |  |  | Du 27 avril au 2 mai | Du 27 avril au 2 mai | Du 27 avril au 2 mai | Du 27 avril au 2 mai |
|  | D3                    | Voltigeurs de Drummondville   | 4                             | 4                             |                             |                             |                   |                   |                   |                   |  |  | Du 27 avril au 2 mai | Du 27 avril au 2 mai | Du 27 avril au 2 mai | Du 27 avril au 2 mai |
|  | D3                    | Voltigeurs de Drummondville   | 4                             | 4                             | Saguenéens de Chicoutimi    | Saguenéens de Chicoutimi    | 4                 | 4                 |                   |                   |  |  |                      |                      |                      |                      |
|  | Du 27 mars au 2 avril |                               |                               |                               | Saguenéens de Chicoutimi    | Saguenéens de Chicoutimi    | 4                 | 4                 |                   |                   |  |  |                      |                      |                      |                      |
|  |                       |                               | Voltigeurs de Drummondville   | Voltigeurs de Drummondville   | 0                           | 0                           |                   |                   |                   |                   |  |  |                      |                      |                      |                      |
|  | L1                    | Collège français de Longueuil | Voltigeurs de Drummondville   | Voltigeurs de Drummondville   | 0                           | 0                           | 4                 | 4                 |                   |                   |  |  |                      |                      |                      |                      |
|  | L1                    | Collège français de Longueuil |                               |                               |                             |                             |                   |                   |                   |                   |  |  |                      |                      |                      |                      |
|  | L4                    | Laser de Saint-Hyacinthe      | 0                             | 0                             |                             |                             |                   |                   |                   |                   |  |  |                      |                      |                      |                      |
|  | L4                    | Laser de Saint-Hyacinthe      | 0                             | 0                             | Voltigeurs de Drummondville | Voltigeurs de Drummondville | 4                 | 4                 |                   |                   |  |  |                      |                      |                      |                      |
|  | Du 26 mars au 7 avril |                               |                               |                               | Voltigeurs de Drummondville | Voltigeurs de Drummondville | 4                 | 4                 |                   |                   |  |  |                      |                      |                      |                      |
|  |                       |                               | Collège français de Longueuil | Collège français de Longueuil | 0                           | 0                           |                   |                   |                   |                   |  |  |                      |                      |                      |                      |
|  | L2                    | Olympiques de Hull            | Collège français de Longueuil | Collège français de Longueuil | 0                           | 0                           | 2                 | 2                 |                   |                   |  |  |                      |                      |                      |                      |
|  | L2                    | Olympiques de Hull            |                               |                               |                             |                             |                   | 2                 |                   |                   |  |  |                      |                      |                      |                      |
|  | L3                    | Titan de Laval                | 4                             | 4                             |                             |                             |                   |                   |                   |                   |  |  |                      |                      |                      |                      |
|  | L3                    | Titan de Laval                | 4                             | 4                             |                             |                             |                   |                   |                   |                   |  |  |                      |                      |                      |                      |
|  |                       |                               |                               |                               |                             |                             |                   |                   |                   |                   |  |  |                      |                      |                      |                      |

## Équipes d'étoiles
La ligue sélectionne trois équipes d'étoiles dont une pour les recrues.

### Première équipe
- Gardien de but : Félix Potvin, Saguenéens de Chicoutimi
- Défenseur gauche : Éric Brûlé, Saguenéens de Chicoutimi
- Défenseur droit : Patrice Brisebois, Voltigeurs de Drummondville
- Ailier gauche : Todd Gillingham, Draveurs de Trois-Rivières
- Centre : Yanic Perreault, Draveurs de Trois-Rivières
- Ailier droit : Robert Guillet, Collège français de Longueuil
- Entraîneur : Joe Canale, Saguenéens de Chicoutimi

### Deuxième équipe
- Gardien de but : Boris Rousson, Bisons de Granby
- Défenseur gauche : Guy Lehoux, Voltigeurs de Drummondville
- Défenseur droit : Philippe Boucher, Bisons de Granby
- Ailier gauche : Pierre Sévigny, Laser de Saint-Hyacinthe
- Centre : Denis Chalifoux, Titan de Laval
- Ailier droit : Martin Lapointe, Titan de Laval
- Entraîneur : Alain Vigneault, Olympiques de Hull

### Équipe des recrues
- Gardien de but : Marcel Cousineau, Harfangs de Beauport
- Défenseur gauche : Martin Lepage, Olympiques de Hull
- Défenseur droit : Dean Melanson, Laser de Saint-Hyacinthe
- Ailier gauche : Rene Corbet, Voltigeurs de Drummondville
- Centre : Pierre-François Lalonde, Olympiques de Hull
- Ailier droit : Martin Gendron, Laser de Saint-Hyacinthe
- Entraîneur : Jean Hamel, Voltigeurs de Drummondville

## Trophées
Trois récompenses collectives et seize individuelles sont décernées.

### Récompenses collectives
- Coupe du président (champions des séries éliminatoires) : Saguenéens de Chicoutimi
- Trophée Jean-Rougeau (champions de la saison régulière) : Saguenéens de Chicoutimi
- Trophée Robert-Lebel (meilleure moyenne de buts encaissés) : Saguenéens de Chicoutimi

### Récompenses individuelles
- Trophée Jean-Béliveau (meilleur pointeur) : Yanic Perreault, Draveurs de Trois-Rivières
- Trophée Jacques-Plante (meilleure moyenne de buts encaissés) : Félix Potvin, Saguenéens de Chicoutimi
- Trophée Michel-Bergeron (meilleur recrue offensive) : René Corbet, Voltigeurs de Drummondville
- Trophée Frank-J.-Selke (joueur le plus gentilhomme) : Yanic Perreault, Draveurs de Trois-Rivières
- Trophée Michel-Brière (meilleur joueur) : Yanic Perreault, Draveurs de Trois-Rivières
- Trophée Émile-Bouchard (meilleur défenseur) : Patrice Brisebois, Voltigeurs de Drummondville
- Trophée Guy-Lafleur (meilleur joueur des séries éliminatoires) : Félix Potvin, Saguenéens de Chicoutimi
- Trophée Michael-Bossy (meilleur espoir) : Philippe Boucher, Bisons de Granby
- Trophée Raymond-Lagacé (meilleur recrue défensive) : Philippe Boucher, Bisons de Granby
- Trophée Marcel-Robert (meilleur étudiant) : Benoit Larose, Titan de Laval
- Trophée Paul-Dumont (personnalité de l'année) : Patrice Brisebois, Voltigeurs de Drummondville
- Trophée John-Horman (administrateur de l'année) : Rolland Janelle, Voltigeurs de Drummondville
- Coupe Telus - Offensif (meilleur joueur offensif de l'année) : Yanic Perreault, Draveurs de Trois-Rivières
- Coupe Telus - Défensif (meilleur joueur défensif de l'année) : Félix Potvin, Saguenéens de Chicoutimi
- Plaque Transamerica (meilleur différentiel plus/moins) : Christian Larivière, Laser de Saint-Hyacinthe
- Plaque du Groupe Saint-Clair (meilleur directeur marketing) : Gilles Côté, Olympiques de Hull